# Johann Franz Würzl
Johann Franz Würz(e)l (* 27. Januar 1885 in Wien; † 1. Januar 1951 ebenda) war ein österreichischer Architekt.

## Leben
Würzl besuchte die Höhere Staatsgewerbeschule in Wien, die er 1903 abschloss. Anschließend studierte er von 1904 bis 1906 und dann wieder 1910/11 an der Akademie der bildenden Künste Wien bei Otto Wagner. In den Jahren dazwischen war er an dem großen städtebaulichen Projekt um die Verbauung des Drasche-Parks als Mitarbeiter beteiligt. Nach dem Ersten Weltkrieg änderte er seinen Namen von Würzel in Würzl. Er errichtete in der Zwischen- und Nachkriegszeit einige Gemeindebauten für die Stadt Wien, wobei unklar ist, ob er beim Wiener Stadtbauamt angestellt oder freiberuflich tätig war.

## Bedeutung
Es sind zwar nur wenige Bauten Johann Würzls dokumentiert, diese zeigen aber einen stilistischen Gegensatz zu den zeitgleichen expressionistischen und pathetischen Wohnhausanlagen der Stadt Wien. Seine Bauten sind von klassizistischer Klarheit, nüchtern, überwiegend ornamentfrei und weisen als Gestaltungsformen kubische Erker und Balkone auf.

## Werke

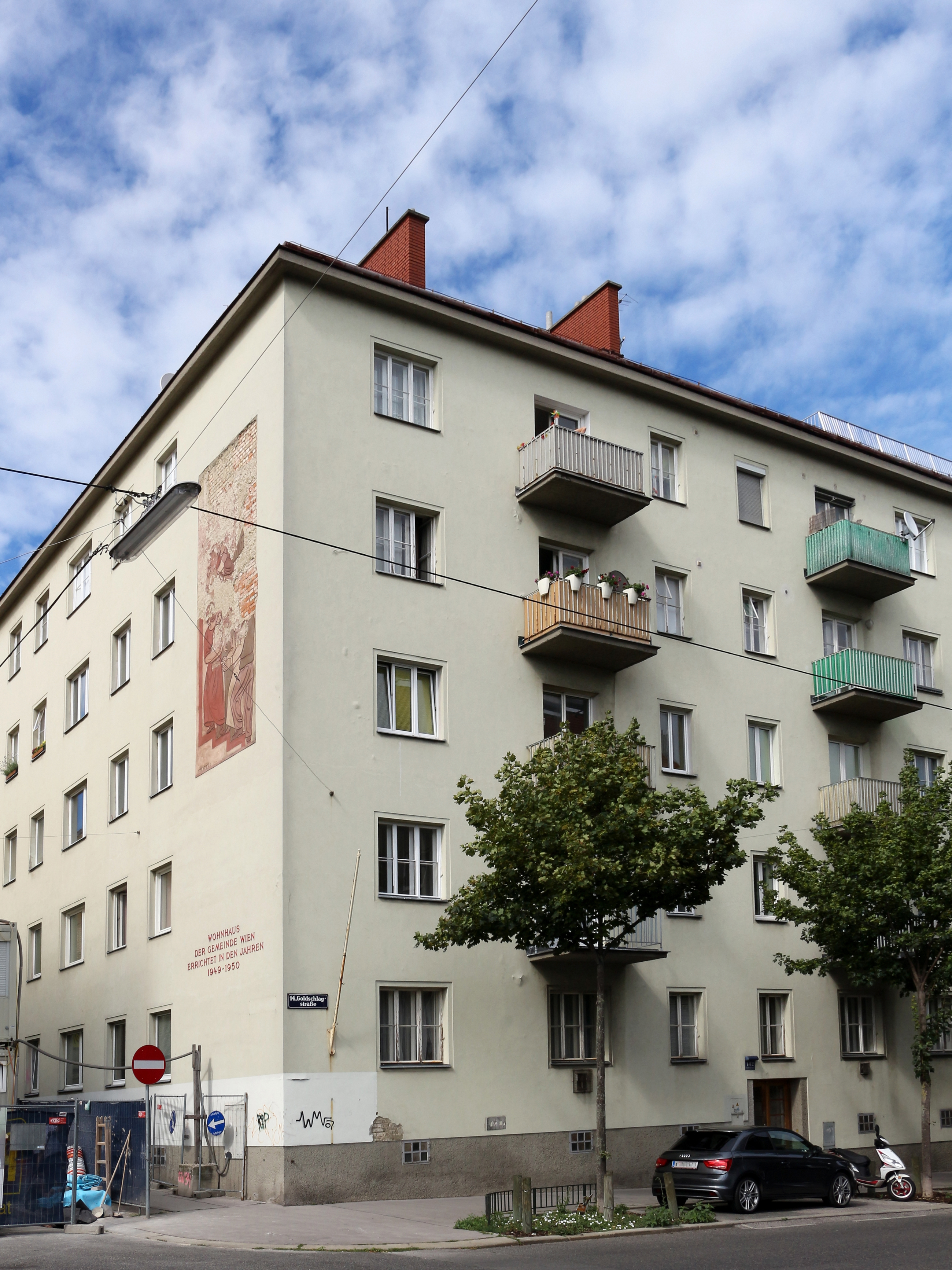
Wohnhausanlage Goldschlagstraße 142

- Miethausblock, Blechturmgasse 16–20, Wien 4 (1907–1908)
- Wohnhausanlage der Gemeinde Wien, Kastnergasse 25–27, Wien 17 (1924)
- Ledigenheim, Michaelerstraße 11, Wien 18 (1927), zusammen mit Clemens Holzmeister
- Wohnhausanlage der Gemeinde Wien, Müllnergasse 20, Wien 9 (1927–1928)
- Wohnhausanlage der Gemeinde Wien, Triester Straße 51–53, Wien 10 (1929–1930)
- Stadtrandsiedlung Aspern, Mittleres Hausfeld, Wien 22 (1934), zusammen mit Richard Bauer
- Wohnhausanlage der Gemeinde Wien, Goldschlagstraße 142, Wien 14 (1949–1950)